# План Клинтонине здравствене заштите из 1993.
План Клинтонове здравствене заштите, службено познат као Закон о здравственој безбедности и неслужбено познат као Хиларикер (по првој дами Хилари Клинтон), нарочито међу њеним противницима, био је здравствени пакет реформи које је предложила администрација 42. председника Била Клинтона 1993. године.
Бил Клинтон је у председничкој кампањи 1992. у великој мери спомињао здравствену заштиту. Радна група настала је у јануару 1993. године. Њен циљ је био да смисли план за универзално здравствено осигурање за све Американце. Главни говор о здравственој заштити одржао је председник Клинтон у Конгресу септембра 1993. године.
План није прошао у Конгресу и тиме пропада.